# Sprague-Thomson
Pour les articles homonymes, voir Sprague et Thomson.
Sprague-Thomson est le surnom donné aux premières rames entièrement métalliques du métro de Paris.
Elles tirent cette appellation de leur équipement électrique, synthèse de ceux mis au point par les deux constructeurs Sprague et Thomson. Ce type de matériel extrêmement fiable et robuste est resté en service pendant 75 ans, de 1908 à 1983 ; entre 1910 et 1930, il est utilisé sur les deux réseaux concurrents du métro de Paris, celui de la CMP et celui du Nord-Sud. Les livraisons s'échelonnent de 1908 à 1936. Les perfectionnements apportés aux séries sortant de construction sont, dans la mesure du possible, également appliqués aux séries plus anciennes, ce qui aboutit à la constitution d'un parc relativement homogène qui permet une grande souplesse d'utilisation. Cette souplesse est renforcée par l'interopérabilité totale entre les séries, ce qui permet de constituer des rames hétérogènes.
Bien après son retrait du service en ligne, le matériel Sprague-Thomson continue jusqu'en 2011 à sillonner les lignes du métro : sa robustesse permet à de nombreuses motrices d'être transformées en tracteurs de travaux. Plusieurs rames complètes ou véhicules isolés sont préservés par la RATP ou des associations. Une rame complète (deux motrices et trois remorques) ainsi qu'une motrice seule sont classées au titre des monuments historiques.

## Histoire

### Concevoir un matériel métallique
À son ouverture en 1900, le métro de Paris est exploité grâce à des rames à caisse en bois, le matériel à essieux parallèles. Celles-ci, de conception assez rudimentaire, cumulent les défauts dont une faible puissance et une mauvaise isolation des équipements électriques, ce qui va mener à un drame : le 10 août 1903, l'incendie d'une rame de la ligne 2 coûte la vie à 84 personnes aux stations Couronnes et Ménilmontant. La Compagnie du chemin de fer métropolitain de Paris (CMP) reçoit alors ordre des autorités d'avoir recours à des rames entièrement métalliques. Dans un premier temps, les rames à essieux parallèles sont reconstruites en métal en attendant le développement d'un nouveau matériel.
Après l'incendie du 10 août 1903 dans le métro de Paris, la Compagnie du chemin de fer métropolitain de Paris (CMP) cherche à mettre au point un matériel roulant fiable et sûr, notamment dans le domaine des équipements électriques. Elle mène alors une série d'expérimentations avec trois systèmes différents : l'équipement électropneumatique Westinghouse ne connaît pas de descendance ; l'équipement Thomson multiple, électromagnétique, est le plus souvent adopté, mais il est complexe ; le « Sprague » venu d'Amérique, plus simple, ne convainc pas.

### Les motrices à deux moteurs

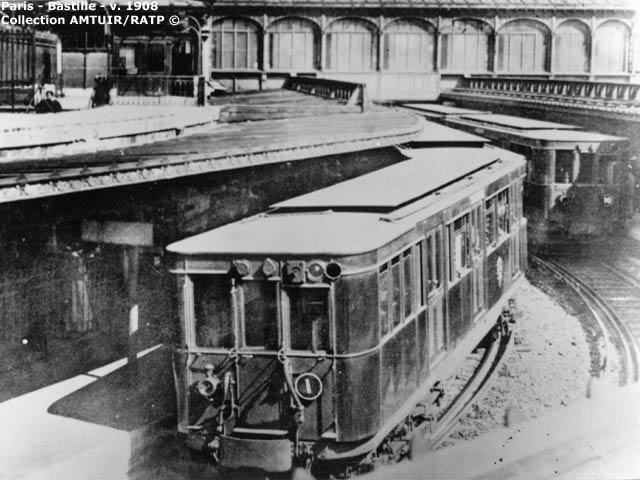
Une Sprague-Thomson à la station Bastille en 1908.

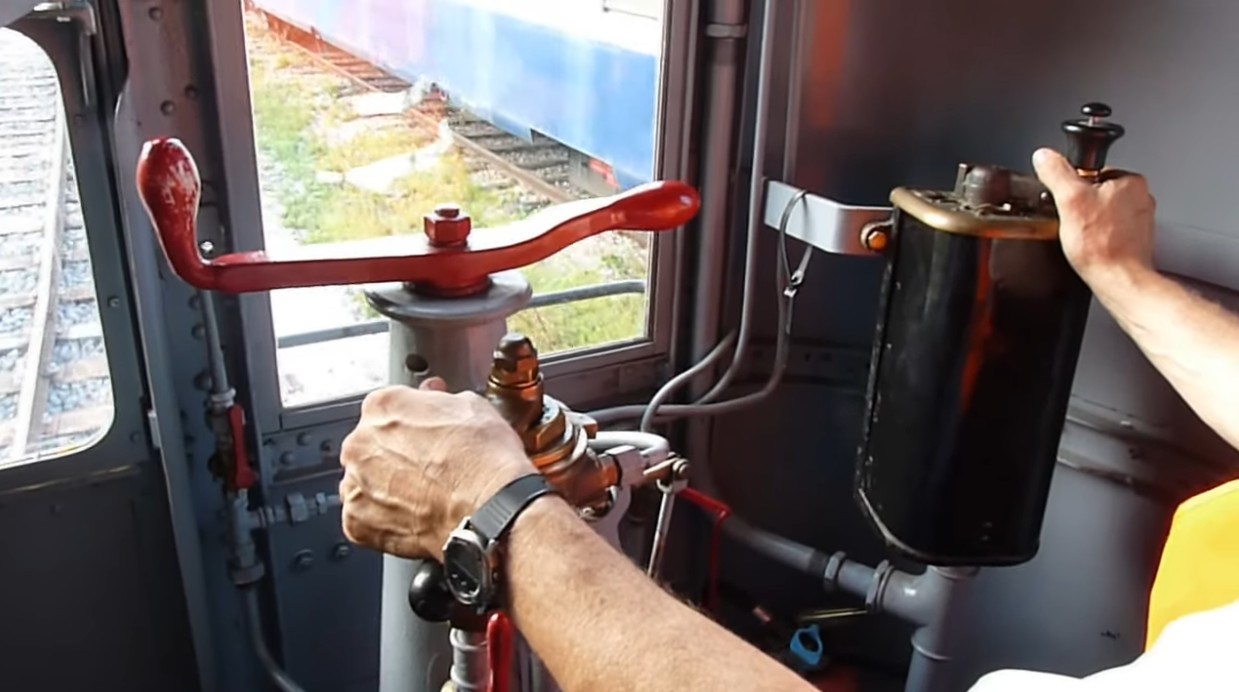
Poste de conduite d'une rame Sprague-Thomson de la collection ADEMAS, à la gare de Versailles-Matelots.

Le Sprague-Thomson apparaît en mars 1908, née de la synthèse de deux des systèmes précédents et l'utilisation du procédé de commande des moteurs inventé par l'industriel américain Frank J. Sprague. Dès 1907, la CMP fait construire de nouvelles rames et adopte le système Sprague-Thomson. Les premières de ces rames sont composées de trois motrices de la série 500, que l'on appellera familièrement « Sprague », longues de 13,35 m et pesant 27,5 t, encadrant une remorque de seconde classe et une remorque de première classe. Ces motrices ont une caisse entièrement métallique, et sont équipées chacune de deux moteurs de 175 ch, un par bogie, ce qui leur vaudra la dénomination de motrices M2. Leur équipement électrique est entièrement installé dans la loge de conduite, longue de 2,50 m, qui leur donnera également leur surnom de « motrices grande loge ». Elles possèdent, derrière la loge de conduite, un compartiment aux baies munies de grillages mais dépourvues de vitres, destiné à accueillir des voyageurs debout fumeurs ; ceux-ci n'étant en définitive pas autorisés dans le métro, ce compartiment servira à augmenter la capacité de la voiture aux heures d'affluence. Elles comportent également, disposition retenue sur l'ensemble du matériel Sprague-Thomson, une petite porte au milieu des faces frontales, destinée à faciliter l'intercirculation de service.
Dès 1909, apparaissent les deuxièmes rames Sprague-Thomson, comprenant les motrices de la série 600. Les livrées verte (à l'origine vert olive) en seconde classe et rouge en première classe, qui marqueront plusieurs générations de Parisiens, sont introduites à la place de la précédente livrée brune.
En 1913, la CMP met en service la série des motrices 700. Les bogies à suspension secondaire par traverse danseuse, inspirés du matériel du Nord-Sud sorti trois ans plus tôt, offrent un meilleur confort. Le report d'une partie de l'équipement électrique sous le châssis permet de raccourcir la loge de conduite à 1,90 m, ce qui laisse plus d'espace pour les voyageurs. Le remplacement de la tôle peinte par la tôle vitrifiée dans le revêtement des voitures offre une plus belle esthétique.

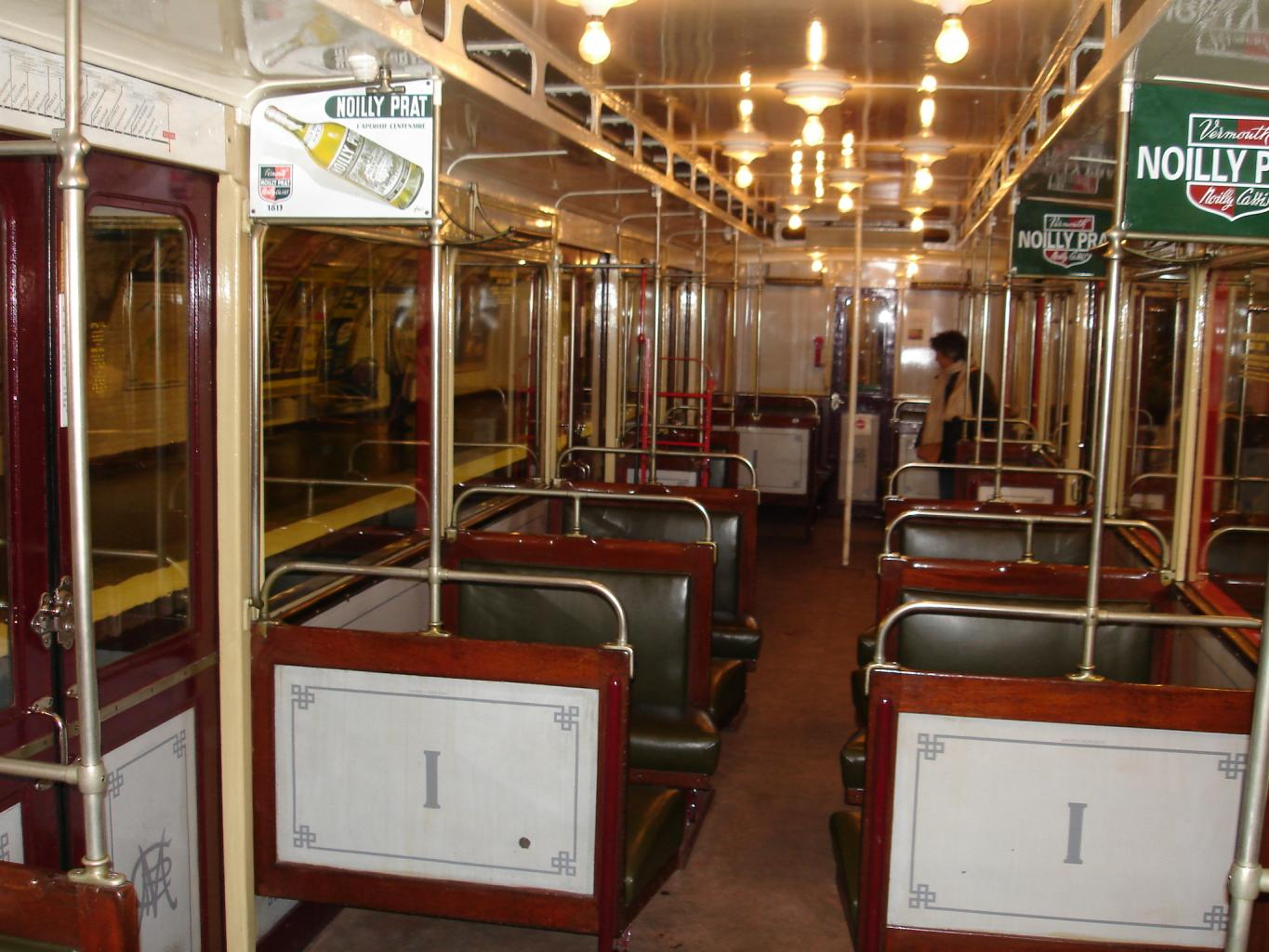
Intérieur première classe.

Après la Première Guerre mondiale, en 1923, arrivent des motrices améliorées, les motrices de la série 800. La totalité de l'équipement électrique est maintenant installée sous le châssis, ce qui permet de réduire encore la loge de conduite, d'où leur surnom de « motrices petite loge », et d'augmenter l'espace des voyageurs.
Dans les années 1960, certaines motrices à grande loge sont coupées par le milieu puis réunies par deux afin de former des tracteurs de trains de travaux à deux loges ; ces derniers ont d'abord été peints en gris, puis plus tard en jaune. L'arrivée des TMA (tracteur à marche autonome) dans les années 1980 a permis de réformer plusieurs de ces motrices, réforme qui s'est accentuée avec l'arrivée dans les années 2000 des TME (tracteur à marche électrique). L'utilisation des derniers tracteurs Sprague a cessé le 8 mars 2011 pour des raisons de sécurité ; la RATP a décidé le 5 mai 2011 de réformer tous les tracteurs restants. Les T.74 et T.91 sont conservés par l'association ADEMAS tandis que le T.95 est conservé par la RATP.

### Les motrices «Nord-Sud»

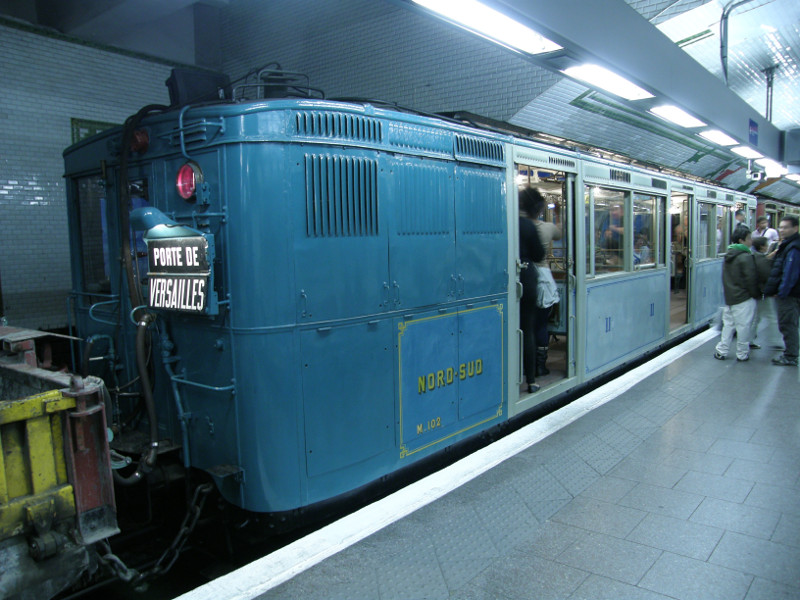
Motrice M102 (Nord-Sud).

La Société du Nord-Sud, concurrente de la CMP, fait construire par la Société franco-belge et Thomson, de 1910 à 1925, des rames Sprague-Thomson différentes, constituées de deux motrices (au lieu de trois pour le métro), encadrant généralement trois remorques : deux remorques de seconde classe et une remorque centrale de première classe. Les motrices, longues de 13,60 m et pesant 35,5 t, sont équipées de quatre moteurs de 125 ch, deux par bogie (contre seulement deux, certes plus puissants, pour celles du métro). Les rames ont des livrées bicolores : bleu turquoise et gris perle en seconde classe (à la place de la livrée vert olive pour celles de la CMP), rouge et jaune paille en première classe. Le confort est amélioré par l'adoption de suspensions à traverse danseuse, l'esthétique des voitures est plus belle, l'éclairage est mieux disposé que dans le métro, mais l'originalité du matériel du Nord-Sud est son alimentation électrique par pantographe et caténaire à + 600 V pour l'une des motrices de la rame, et par frotteur et troisième rail à - 600 V pour l'autre.
Lorsque le réseau du Nord-Sud est intégré à celui de la CMP en 1930, la caténaire est supprimée et les équipements de captage des motrices du Nord-Sud alignés sur ceux des autres matériels de la CMP. Malgré tout, le gabarit un peu plus grand du Nord-Sud et son équipement électrique spécifique cantonnent le matériel aux lignes 12 et 13 du réseau du métro et interdisent sa marche en unités multiples avec les motrices de la CMP.

### Les motrices à quatre moteurs

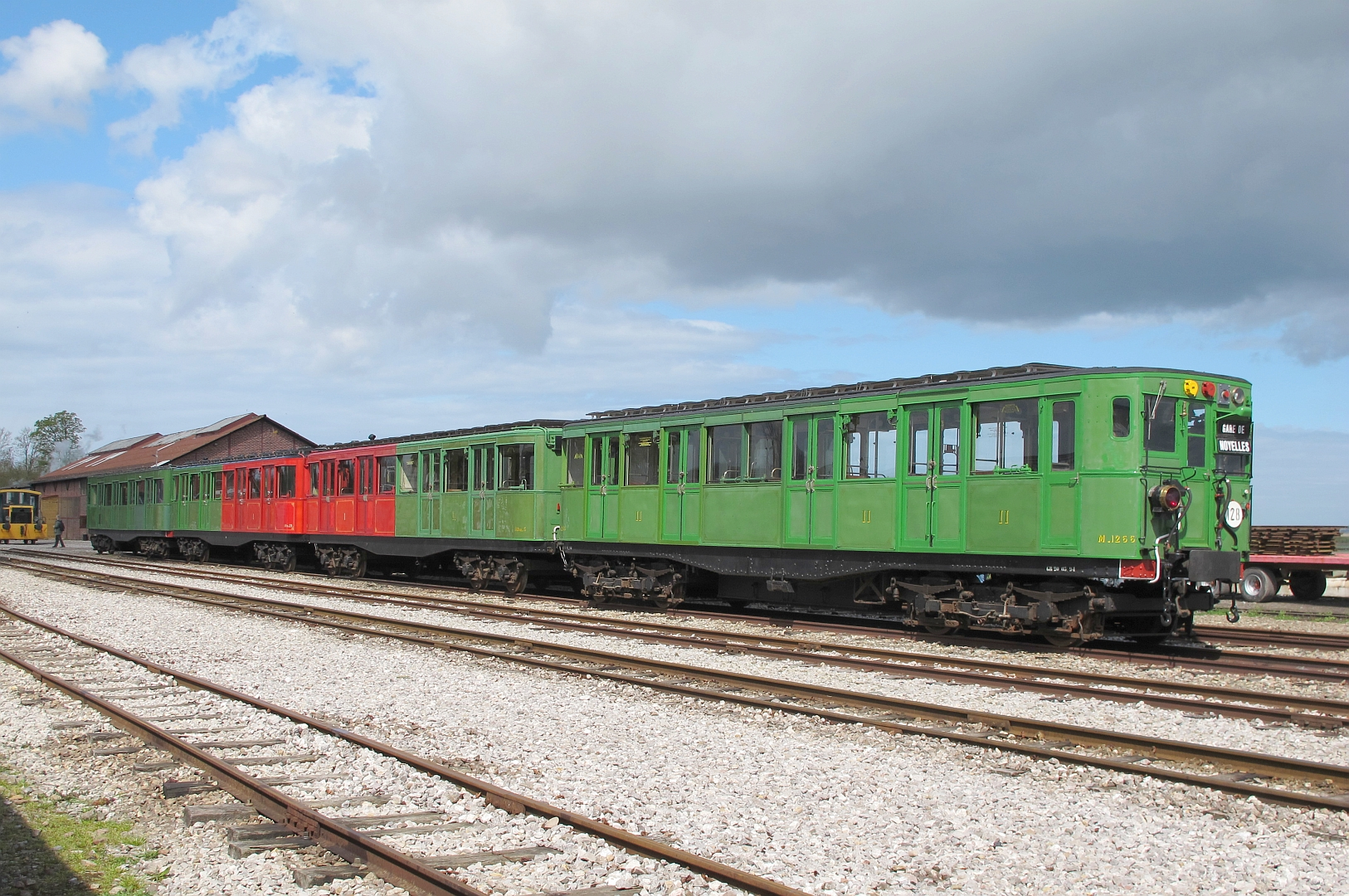
Motrice à quatre moteurs en tête d'une rame.

En 1927, la CMP met en service ses dernières rames Sprague-Thomson, composées de deux motrices de la série 1000, encadrant deux remorques de seconde classe et une remorque centrale de première classe. Il existe aussi, sur certaines lignes de moindre affluence, des rames de quatre voitures, dont l'une est une remorque mixte seconde/première classe (de livrée moitié verte/moitié rouge). Ces motrices sont équipées de quatre moteurs de 175 ch (deux par bogie), ce qui leur vaudra la dénomination de motrices M4. Elles sont dotées de deux équipements Sprague-Thomson, alimentant chacun deux moteurs ; cette disposition permet à la motrice de fonctionner à puissance réduite en cas de défaillance de l'un des moteurs.
En 1927 également, la caisse est allongée, passant de 13,35 m à l'origine, à 14,20 m à la fin, et la masse totale est augmentée, passant de 27,5 t à 40 t. En 1929, le nombre de portes par face passe de trois à quatre, et ces portes finiront par devenir équidistantes. En 1931, une livrée vert clair remplace la livrée vert olive en seconde classe, puis en 1935, une livrée gris pâle est aussi introduite sur certaines rames. Les motrices à quatre moteurs sont construites jusqu'en 1936. Certaines sont issues de modèles anciens reconstruits, et pratiquement identiques aux neuves.
Toutes ces motrices sont des Sprague-Thomson, à l'exception d'une petite série de 31 exemplaires livrée en 1930 et dotée d'un équipement Jeumont-Heidmann ; l'expérience, bien que concluante, n'est pas reconduite pour des raisons d'homogénéité du parc. En 1937, 1 137 des 1 202 motrices en circulation sur les lignes du métro sont équipées du système Sprague-Thomson.

Diagramme simplifié d'une M à quatre portes (1934).

Au fil des livraisons et pendant toute la période de construction du matériel Sprague-Thomson, plusieurs entreprises françaises ou belges se répartissent les marchés : les Ateliers de la Buire, les Ateliers de construction du Nord de la France, Baume & Marpent, Brissonneau et Lotz, la Compagnie française de matériel de chemin de fer, la Compagnie générale de construction et d'entretien du matériel de chemin de fer, Dessouches David, les établissements Decauville, la Société franco-belge, la Société Lorraine des anciens établissements de Dietrich.

### Le déclin

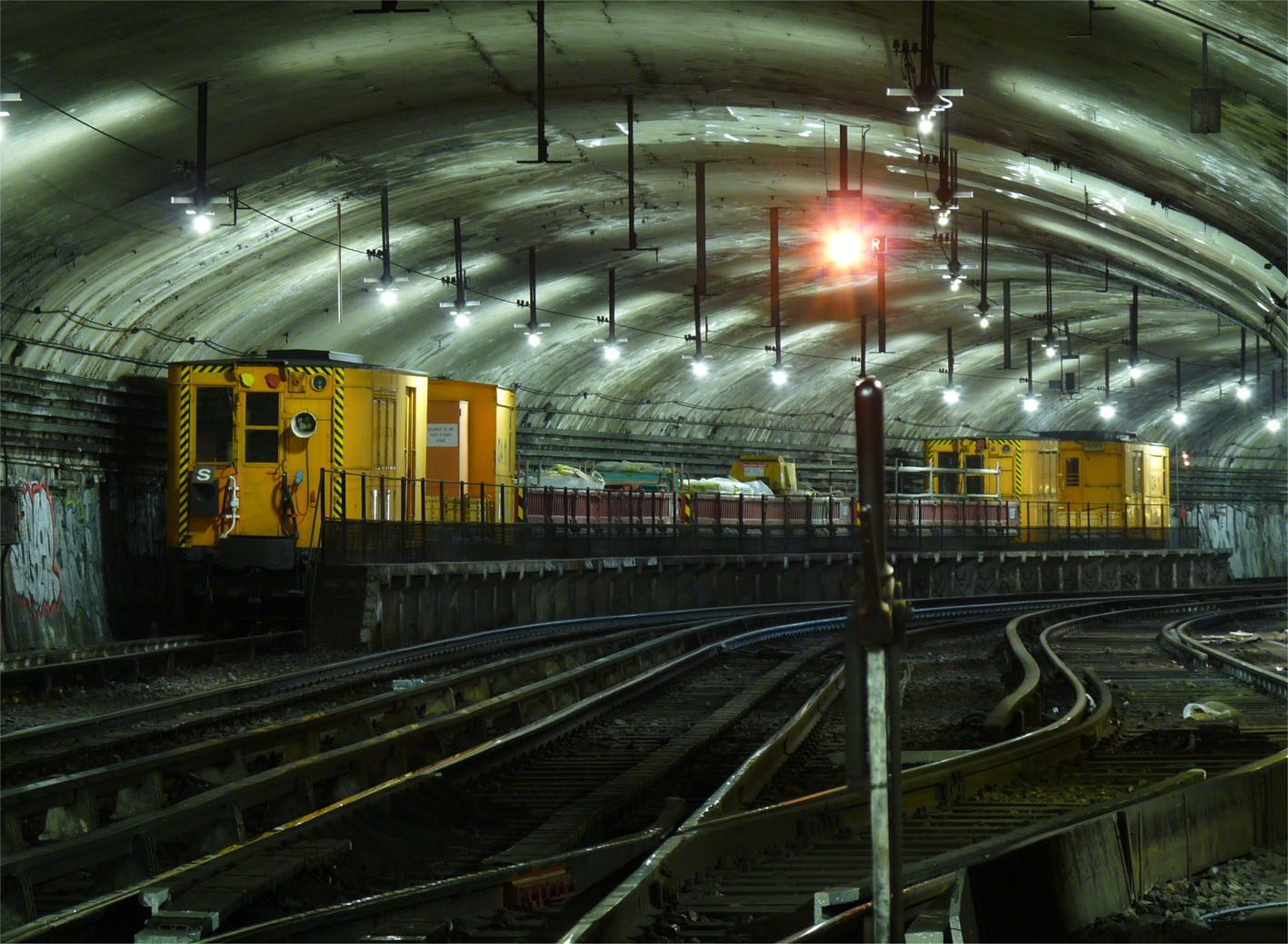
Deux tracteurs Sprague encadrant une rame de travaux.

Après la Seconde Guerre mondiale, les difficultés financières et la pénurie de matériel pour assurer les nouvelles extensions offrent un sursis au Sprague malgré son obsolescence. Il est notamment reproché à ces rames un confort très spartiate avec, entre autres, des banquettes en bois non rembourrées. Le livraison du MA sur la ligne 13 en 1952 permet de redéployer les trains sur les autres lignes.
En 1956, l'équipement de la ligne 11 pour le roulement sur pneumatiques entraîne la réforme d'un premier lot de Sprague datant de 1908-1909. Elles sont en grande partie transformées en matériel de travaux. La transformation de la ligne 1 entre 1963 et 1964 puis de la ligne 4 entre 1966 et 1967 permettent à leur tour de réformer les éléments les plus anciens, qui sont remplacés par des Sprague plus récents sur les lignes non modernisées.
L'apparition du matériel fer MF 67 en 1968 sur la ligne 3 permet d'accélérer la réforme du Sprague. Le MF 67 équipe ensuite la ligne 7 puis se disperse sur de nombreuses lignes. En 1975, seules les lignes 2, 3 bis, 5, 7 bis, 12 sont encore entièrement exploitées en Sprague et les lignes 8, 9, 10 partiellement. Les dernières motrices à deux moteurs disparaissent en 1976 de la ligne 2. Les dernières circulations des rames Nord-Sud ont lieu en 1972 sur la ligne 12. Outre leur vétusté, leur équipement électrique supporte mal l'augmentation de tension (de 600 à 750 V) intervenue sur le réseau en 1969.

### L'adieu
L'arrivée du MF 77 en 1978 sur la ligne 13 permet le transfert de nombreux MF 67 et accélère la chute du Sprague, désormais cantonné à la seule ligne 9. En 1982, leur radiation semble actée mais l'inondation de la station Église de Pantin met soudainement de nombreux MF 67 hors service. Pour maintenir le service sur la ligne 5, du matériel est prélevé sur la 9 ce qui accorde aux Sprague un sursis inattendu. C'est finalement le 16 avril 1983 que les quatre dernières rames Sprague de la ligne 9 cessent leur service. À l'occasion du dernier service, la rame arbore un panneau « salut l'artiste » et une foule nombreuse vient saluer son arrivée à la station Porte de Saint-Cloud. Le matériel Sprague-Thomson aura donc circulé 75 ans sur les lignes du métro, bien que les séries les plus anciennes aient été retirées les premières. Il semblerait toutefois que certaines motrices de 1908-1910 aient circulé en service commercial jusqu'en 1974, soit un service d'environ 65 ans, le record absolu de longévité pour un matériel parisien.
Depuis le 11 mai 2010, la RATP a émis une interdiction de circulation du matériel Sprague durant le service voyageurs. Cette interdiction ne concerne pas la rame A.475 qui a été modifiée spécialement, ce qui lui permet d'effectuer des circulations, par exemple, dans le cadre des Journées européennes du patrimoine.
| mise en service      | nombre | moteurs | longueur de caisse (m) | longueur de loge (m) | portes par face | masse (t) | nombre de voyageurs       | remarques                                        |
| -------------------- | ------ | ------- | ---------------------- | -------------------- | --------------- | --------- | ------------------------- | ------------------------------------------------ |
| Motrices de la CMP   |        |         |                        |                      |                 |           |                           |                                                  |
| 1907-1908            | 107    | 2       | 13,350                 | 2,50                 | 3               | 27,5      | 89 (26 assis, 63 debout)  | « grande loge »                                  |
| 1909-1910            | 141    | 2       | 13,350                 | 2,50                 | 3               | 28,1      | 89 (26 assis, 63 debout)  | « grande loge » livrée vert olive (rouge en 1re) |
| 1912                 | 21     | 2       | 13,350                 | 2,50                 | 3               | 29,6      | 89 (26 assis, 63 debout)  | « grande loge »                                  |
| 1913                 | 70     | 2       | 13,350                 | 1,90                 | 3               | 29,0      | 93                        | tôle émaillée                                    |
| 1923-1926            | 207    | 2       | 13,600                 | 1,08                 | 3               | 30,5      | 103                       | « petite loge »                                  |
| 1926                 | 18     | 2       | 13,600                 | 1,08                 | 3               | 32,3      | 94                        | deux loges                                       |
| 1927-1929            | 91     | 4       | 14,200                 | 1,30                 | 3               | 39,5      | 107                       |                                                  |
| 1930-1932            | 361    | 4       | 14,200                 | 1,30                 | 4               | 39,8      | 107                       | livrée vert clair                                |
| 1934                 | 103    | 4       | 14,200                 | 1,30                 | 4               | 39,8      | 107                       |                                                  |
| 1935-1936            | 114    | 4       | 14,200                 | 1,30                 | 4               | 40,0      | 114 (32 assis, 82 debout) | livrée gris pâle                                 |
| Motrices du Nord-Sud |        |         |                        |                      |                 |           |                           |                                                  |
| 1910-1911            | 90     | 4       | 13,600                 | 2,32                 | 3               | 35,5      | 93 (23 assis, 70 debout)  | livrée bleu/gris en 2de rouge/jaune en 1re       |
| 1921-1925            | 24     | 4       | 13,600                 | 2,32                 | 3               | 35,5      | 93 (23 assis, 70 debout)  | livrée bleu/gris en 2de rouge/jaune en 1re       |

| mise en service              | nombre | longueur de caisse (m) | portes par face | masse (t)   | nombre de voyageurs       | réseau   |
| ---------------------------- | ------ | ---------------------- | --------------- | ----------- | ------------------------- | -------- |
| Remorques de première classe |        |                        |                 |             |                           |          |
| 1909-1913                    | 73     | 12,450                 | 3               | 17,3 à 18,5 | 101                       | CMP      |
| 1910-1920                    | 34     | 13,600                 | 3               | 20,5        | 112 (30 assis, 82 debout) | Nord-Sud |
| 1923-1926                    | 71     | 13,600                 | 3               | 19,6        | 111                       | CMP      |
| 1925                         | 8      | 13,600                 | 3               | 20,5        | 112 (30 assis, 82 debout) | Nord-Sud |
| 1930-1935                    | 204    | 14,200                 | 4               | 20,0        | 116                       | CMP      |
| Remorques de seconde classe  |        |                        |                 |             |                           |          |
| 1908-1909                    | 56     | 12,450                 | 3               | 17,3        | 101                       | CMP      |
| 1913                         | 30     | 12,450                 | 3               | 18,5        | 101                       | CMP      |
| 1910-1920                    | 75     | 13,600                 | 3               | 20,5        | 112 (30 assis, 82 debout) | Nord-Sud |
| 1923-1926                    | 66     | 13,600                 | 3               | 19,6        | 111                       | CMP      |
| 1925                         | 17     | 13,600                 | 3               | 20,5        | 112 (30 assis, 82 debout) | Nord-Sud |
| 1927                         | 42     | 14,200                 | 4               | 19,6        | 116                       | CMP      |
| 1929-1935                    | 478    | 14,200                 | 4               | 20,0        | 116                       | CMP      |
| Remorques mixtes             |        |                        |                 |             |                           |          |
| 1908                         | 36     | 12,450                 | 3               | 18,3 à 18,4 | 101                       | CMP      |
| 1910-1914                    | 17     | 13,600                 | 3               | 20,5        | 112 (30 assis, 82 debout) | Nord-Sud |
| 1932                         | 53     | 14,200                 | 4               | 20,0        | 116                       | CMP      |
| 1936-1937                    | 115    | 14,200                 | 4               | 20,0        | 116                       | CMP      |

## Patrimoine ferroviaire

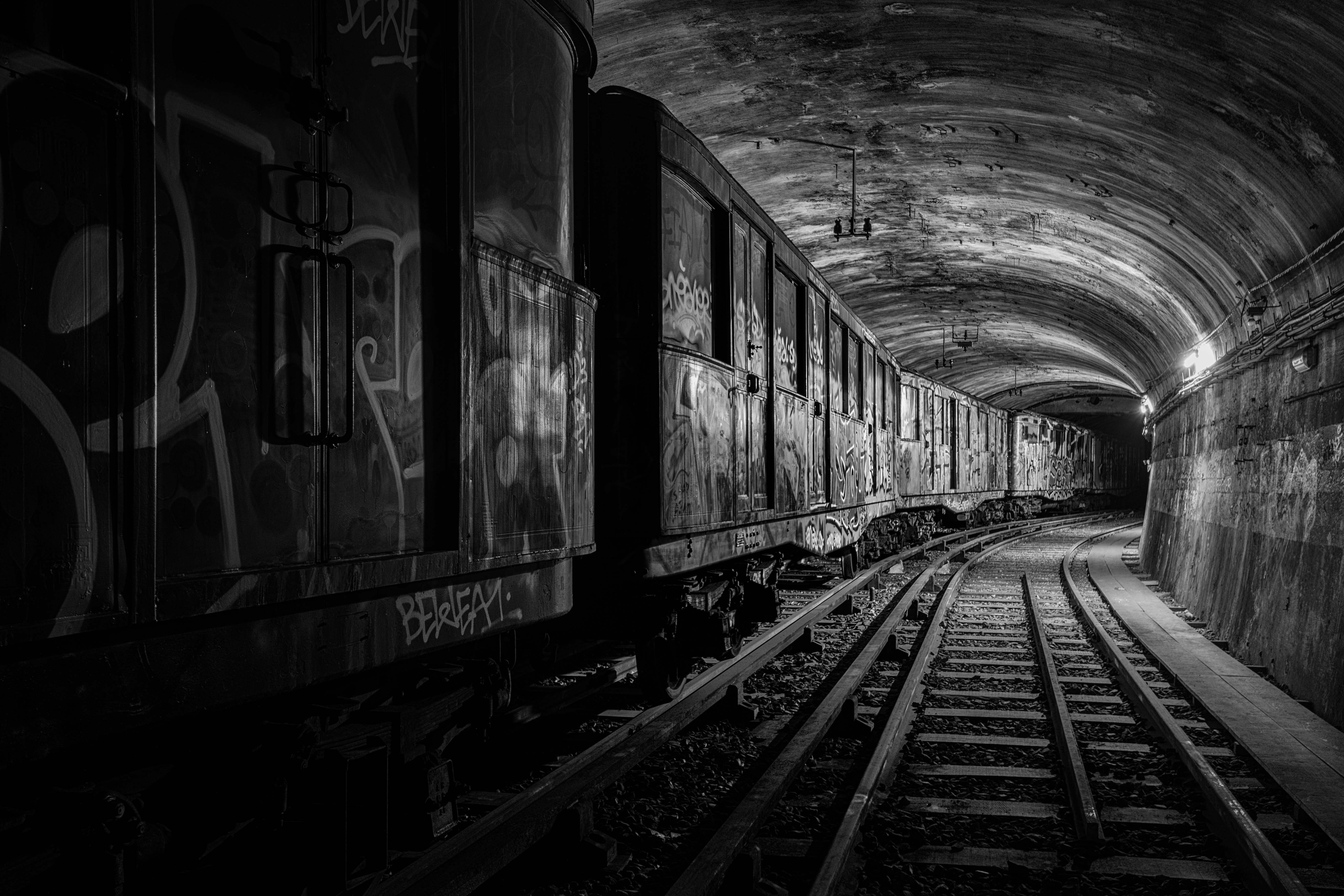
Rame Sprague-Thomson abandonnée dans un ancien tunnel, près de la station Villiers. Le lieu a servi au tournage du clip Sérieux dans nos affaires de l'album studio Touche d'espoir du groupe Assassin, paru en 2000.

La RATP a conservé trois rames Sprague, mais une seule est actuellement utilisable avec des voyageurs. Elle circule de temps à autre pour des animations de lignes, par exemple lors des Journées européennes du patrimoine, et pour des associations de passionnés (ADEMAS, COPEF). Cette rame peut parfois servir pour le tournage de films comme ce fut le cas pour Les Femmes de l'ombre.
De nombreuses voitures sont entreposées dans des musées, dont notamment le musée des transports urbains, interurbains et ruraux (AMTUIR), ouvert au public en 1964 au dépôt de Malakoff, puis en 1973 à Saint-Mandé, en 1999 à Colombes. Une rame est présentée à la Cité du train de Mulhouse 
Cinq voitures (deux de 2de classe avec leur motrice, et une de 1re classe avec seulement la remorque) constituant la rame A.475 sont « classées » à l'inventaire des monuments historiques au titre objet depuis le 18 décembre 1998. Une autre voiture, automotrice de 2de classe qui était conservée au dépôt de Vaugirard, a été « classée » le 17 février 2000.
D'autres rames réformées ont été utilisées afin d'assurer les trains de travaux du métro de Paris (motrices transformées en tracteurs Sprague ou remorques converties en voitures spéciales, mais leur activité a cessé définitivement le 8 mars 2011.
Deux rames composées des tracteurs Sprague et de voitures de première et seconde classe ont été préservées par l'ADEMAS. Elles sont parfois utilisées lors de la fête de la vapeur à Noyelles-sur-Mer, sur le réseau du Chemin de fer de la baie de Somme. L'un des tracteurs porte sur sa plateforme un groupe électrogène permettant à la rame de circuler de manière autonome.